# Lobostemon oederiifolius
Lobostemon oederiifolius är en strävbladig växtart som beskrevs av Dc. Lobostemon oederiifolius ingår i släktet Lobostemon och familjen strävbladiga växter. Inga underarter finns listade i Catalogue of Life.